# Abdelaziz Djerad
Abdelaziz Djerad (árabe: عبد العزيز جراد‎; 12 de fevereiro de 1954) é um político argelino. Foi primeiro-ministro da Argélia entre 28 de dezembro de 2019 a 30 de junho de 2021.

## Biografia
Ele nasceu em 12 de fevereiro de 1954 em Khenchela, Argélia. Acadêmico, depois de estudar na Faculdade de Ciência Política da Universidade de Argel (1976), possui doutorado pela Universidade de Paris-Nanterre (1981).
Foi então diretor da Escola Nacional de Administração de 1989 a 1992, então professor de universidades desde 1992.
Conselheiro diplomático do Presidente Ali Kafi, de 1992 a 1993, tornou-se Secretário Geral da Presidência da República, sob os mandatos deste e de seu sucessor Liamine Zéroual, cargo que ocupou até 1995. Foi então Presidente da Agência Argélia de Cooperação Internacional de 1996 a 2000. Relembrado em 2001 pelo Presidente Abdelaziz Bouteflika, tornou-se Secretário Geral do Ministério de Relações Exteriores até 2003.
Membro do comitê central da Frente de Libertação Nacional, ele apoiou o secretário-geral Ali Benflis contra o presidente cessante Bouteflika, durante a eleição presidencial da Argélia em 2004. Essa decisão o levou a ser retirado do cenário político; Djerad voltou ao ambiente universitário. No entanto, ele permaneceu membro do comitê central da FLN pelos anos seguintes, depois renunciou em 2016, após a eleição de Djamel Ould Abbes como líder do partido. No entanto, ele permaneceu inserido no FLN.

### Mandato como Primeiro Ministro
Em abril de 2019, no contexto de Hirak, ele defendeu repetidamente o abandono do artigo 102 da Constituição da Argélia de 1996. Em 28 de dezembro de 2019, ele foi nomeado Primeiro Ministro pelo Presidente Abdelmadjid Tebboune. Ele foi então descrito como um tecnocrata reconhecido por suas habilidades, e por seus pares nas áreas de relações e administração internacionais.
A composição do governo foi anunciada em 2 de janeiro de 2020 por Belaïd Mohand-Oussaïd na televisão, que é a maior na Argélia. Inclui muitos ministros cessantes, particularmente aqueles com funções reais, bem como ex-ministros sob Bouteflika. Dos 39 membros do governo, cinco são mulheres, uma das quais (Basma Azouar, ministra das Relações com o Parlamento) usa o véu islâmico, fato nunca visto no país.
Em 13 de janeiro, ele foi instruído pelo presidente Tebboune a elaborar uma lei que criminalizasse "todas as formas de racismo, regionalismo e ódio".